# Agnes Chow
Agnes Chow Ting (čínsky 周庭, Zhou Ting, * 3. prosince 1996) je hongkongská politička a sociální aktivistka. Je bývalou členkou stálého výboru strany Demosistō a bývalou mluvčí studentské iniciativy Scholarism. Její kandidaturu v doplňovacích volbách v Hongkongu v roce 2018, kterou podporoval prodemokratický tábor, úřady zablokovaly kvůli tomu, že její strana prosazovala právo na sebeurčení Hongkongu.

## Život
Agnes Chow pochází z katolické rodiny a svou výchovu popisuje jako apolitickou. Její sociální aktivismus začal asi v 15 letech poté, co ji inspiroval příspěvek na Facebooku, kde tisíce mladých lidí agitovaly za změnu. Jako šestnáctiletá se v roce 2012 připojila k protestům proti záměru centrální vlády zavést v Hongkongu „morální a národní výchovu“ a v roce 2014 patřila ke studentským vůdcům „deštníkových protestů“.
V roce 2014 Agnes Chow začala navštěvovat Hongkongskou baptistickou univerzitu, kde studovala zákonodárství a mezinárodní vztahy. V roce 2018 odložila poslední ročník univerzitního studia, aby mohla kandidovat v doplňovacích volbách v Hongkongu. Proto se také vzdala britského občanství, což byl kvalifikační požadavek nařízený Základním zákonem Hongkongu.
Hovoří plynně kantonsky, mandarínsky, anglicky a japonsky. Japonsky se naučila sledováním anime a vystupovala v japonských médiích, poskytovala rozhovory a komentovala pro zpravodajské pořady. Během své červnové návštěvy Japonského národního tiskového klubu Chow vyzvala Tokio, aby „věnovalo větší pozornost nebezpečnému návrhu zákona o extradici“, a varovala, že se to netýká jen obyvatel Hongkongu, ale i zahraničních návštěvníků. Takoví návštěvníci by se mohli ocitnout v situaci, kdy budou vydáni do pevninské Číny, kterou označila za „místo bez zákonné moci, bez ochrany lidských práv a svobody“. Japonská média ji za její roli v hongkongském prodemokratickém hnutí označují jako „bohyni demokracie“ (民主の女神). V únoru 2020 Chow spustila kanál na YouTube, kam nahrávala vlogovací videa v kantonštině a japonštině. K prosinci 2020 měla Chow přes 300 000 odběratelů.
Dne 28. června 2021 místní hongkongská média informovala, že profil Chow na Facebooku byl smazán. Chow neodpověděla na otázky reportérů, zda svůj profil smazala sama.

## Politická činnost
Agnes Chow na sebe poprvé upozornila v roce 2012 jako mluvčí studentské aktivistické skupiny Scholarism. Tehdy jako studentka Canossianské koleje Svaté rodiny protestovala proti zavádění programu morální a národní výchovy, který kritici považovali za „vymývání mozků“. Během demonstrace se setkala s dalšími aktivisty Joshuou Wongem a Ivanem Lamem. Hnutí Scholarism úspěšně přilákalo tisíce protestujících shromážděných před centrálním vládním komplexem, což vedlo k tomu, že vláda v září 2012 ustoupila.
V roce 2014 Chow spolupracovala se studentskými organizacemi na prosazování volební reformy v Hongkongu a byla vůdkyní kampaně (Hong Kong class boycott campaign) proti restriktivnímu volebnímu rámci stanovenému Stálým výborem Národního lidového kongresu pro volby šéfa vlády v roce 2017, což vedlo k masovým protestům „Occupy Central with Love and Peace“, kterým se později přezdívalo „deštníková revoluce“. Během protestů Chow s odvoláním na silný politický tlak na svou rodinu odešla z politiky a rezignovala na funkci mluvčího Scholarism.
V důsledku hnutí Occupy Central with Love and Peace (OCLP) - tzv. „deštníkové revoluce“ se do popředí dostala nová generace mladších, radikálnějších demokratů, kteří se snažili přejít do participativní politiky. V dubnu 2016 Agnes Chow se studentskými vůdci Joshuou Wongem a Nathanem Lawem spoluzaložila politickou stranu Demosistō. V letech 2016 až 2017 byla první zástupkyní generálního tajemníka strany. Spolu s předsedou strany Lawem vedla kampaň ve volbách do Legislativní rady v roce 2016, v nichž byl Nathan Law zvolen nejmladším členem Legislativní rady Hongkongu v historii. V roce 2017 se účastnila protestu během návštěvy generálního tajemníka komunistické strany Si Ťin-pchinga, při němž pokryli sochu Zlaté bauhínie před Hongkongským kongresovým a výstavním centrem (HKCEC) transparenty. Byla zatčena spolu s Lawem a Wongem.
Nathan Law byl v červenci 2017 vyloučen z Legislativní rady kvůli kontroverzi s pronesením jeho přísahy věrnosti Hongkongu jako speciálnímu administrativnímu regionu ČLR. V srpnu téhož roku byl odsouzen k trestu odnětí svobody a Chow měla být náhradní kandidátkou Demosistō v doplňovacích volbách v roce 2018. Aby mohla kandidovat, vzdala se britského občanství. Pokud by byla zvolena, stala by se nejmladší hongkongskou zákonodárkyní v historii. V roce 2018 byla Chow zvolena kandidátkou Demosistō v doplňovacích volbách v Hongkongu, ale 27. ledna 2018 byla její kandidatura volební komisí diskvalifikována s odůvodněním, že „nemůže splňovat požadavky příslušných volebních zákonů, neboť obhajoba nebo propagace 'sebeurčení Hongkongu' je v rozporu s obsahem prohlášení, které zákon vyžaduje“. Její vyloučení kritizovali právníci a argumentovali, že pro takový krok neexistuje žádný právní základ.
Po své diskvalifikaci Chow podpořila prodemokratického kandidáta Demosistō Au Nok-hina, který v doplňovacích volbách zvítězil. Následně 2. září 2019 Chow uspěla se svým odvoláním poté, co soudce rozhodl, že „neměla dostatečnou možnost reagovat na důvody diskvalifikace“. Vzhledem k tomu, že hongkongský soud vyloučení její kandidatury zrušil, Au přišel o mandát v Legislativní radě, neboť podle soudu nebyl řádně zvolen. Po vynesení rozsudku Chow označila výsledek za „Pyrrhovo vítězství“.
Dne 30. června 2020 Chow, Law a Wong oznámili, že rozpustili ostranu Demosistō, kterou spoluzakládali. Toto oznámení vydali jen několik hodin předtím, než Peking přijal Zákon o národní bezpečnosti v Hongkongu, který vyvolal obavy z politického pronásledování aktivistů. Na svém Facebooku poté Chow uvedla, že již nevykonává žádnou mezinárodní advokační činnost.
Agnes Chow účinkovala v dokumentárním filmu Battle for Hong Kong (2020), který už na internetu není dostupný.

### Zatčení a uvěznění
Agnes Chow byla poprvé zatčena 30. srpna 2019 ve svém domě v Tai Po za údajnou účast a podněcování k nepovolenému shromáždění před hongkongském policejním ředitelstvím Wan Chai z 21. června 2019, kde tisíce protestujících požadovaly vyšetření použití síly ze strany policie. Ve stejný den bylo zatčeno mnoho významných hongkongských prodemokratických osobností, včetně Joshuy Wonga, Au Nok-hina, Andyho Chana a Jeremyho Tama. Ještě téhož dne byla propuštěna na kauci, ale telefony všech zatčených policie zabavila. Amnesty International označila zatčení za „nehorázný útok“ na svobodu projevu.
6. července 2020 se Chow k obvinění přiznala a sdělila médiím, že je psychicky připravena na trest odnětí svobody a 5. srpna 2020 byla formálně obviněna. Po přijetí Zákona o národní bezpečnosti (NPCSC) byla Chow 10. srpna 2020 znovu zatčena, pro nejasné podezření ze „spolčení se zahraničními silami“ a porušení Zákona o národní bezpečnosti. Byla jednou z 31 prodemokratických osobností zatčených ve stejný den, včetně mediálního magnáta Jimmyho Laie, na základě nových zákonů, které trestají až doživotním vězením vše, co Čína považuje za podvratnou činnost, secesi, terorismus a spolčení se zahraničními silami. Zatčení Agnes Chow vyvolalo celosvětovou kampaň na sociálních sítích, která požadovala její propuštění. Veřejně své hluboké znepokojení vyjádřil japonský premiér Jošihide Suga i řada dalších japonských politiků a známých osobností.
12. srpna 2020 byla propuštěna na kauci, přičemž své zatčení označila za „politické pronásledování a politický útlak“. Na závěr uvedla, že stále nechápe, proč byla zatčena.
Po předběžném slyšení 23. listopadu 2020 u okresního soudu v Západním Kau-lungu, kde se Agnes Chow, Ivan Lam a Joshua Wong přiznali k událostem z demonstrace z června 2019, byli umístěni do vazby až do soudního procesu naplánovaného na 2. prosince 2020. Obvinění u soudu znělo: „Obžalovaní vyzývali demonstranty k obléhání velitelství a skandovali hesla, která podkopávají policejní síly“. Agnes Chow byla odsouzena k 10 měsícům vězení (Joshua Wong - 13,5 měsíce, Ivan Lam - 7 měsíců). Původně byla vězněna v nápravném zařízení Lo Wu se střední ostrahou. 31. prosince 2020 místní média informovala, že poté co byla přeřazena do kategorie A, která je určena pro nejtěžší zločince, byla převezena do centra pro ženy Tai Lam s maximální ostrahou (kde byla předtím ve vazbě).
Věznění Agnes Chow vyvolalo lavinu mezinárodních protestů. Uvěznění prodemokratických hongkongských aktivistů odsoudila Předsedkyně Sněmovny reprezentantů USA Nancy Pelosi, Ministr zahraničí Spojeného království Dominic Raab, mluvčí japonské vlády Katsunobu Kato, tchajwanská Rada pro záležitosti zámořských komunit, nebo Maria Adebahr, mluvčí Německého ministerstva zahraničních věcí.

### Policejní dohled
Dne 12. června 2021 byla Chow po odpykání šestiměsíčního trestu propuštěna z vězení na kauci a musela odevzdat svůj pas. Někteří příznivci se shromáždili venku, aby ji přivítali v černém oblečení a se žlutými maskami, a vykřikovali hesla.
Od srpna 2021 ji v jejím bydlišti sledovala tajná policie a podle pravidel podmínečného propuštění byla povinna hlásit se pravidelně na policejní stanici. Po dva a půl roku neměla kontakt se svými přáteli a nevystupovala veřejně. Domácí vězení stále zhoršovalo její psychický stav. Když byla přijata na magisterský program v Torontu, orgány národní bezpečnosti po ní požadovaly sepsání "kajícného dopisu". Musela podstoupit zájezd do Šen-čenu v pevninské Číně na politické výstavy o úspěších rozvoje Číny v doprovodu pěti policistů národní bezpečnosti. Přinutili ji aby pózovala na fotografiích, které budou uchovány jako důkaz jejího "vlastenectví" k Číně. Po návratu do Hongkongu byla požádána, aby napsala děkovný dopis policii za zprostředkování cesty, "aby mohla pochopit velký rozvoj své vlasti". Chow uvedla, že nakonec mohla v září 2023 odjet do Kanady a den před odjezdem obdržela svůj pas.

### Emigrace
V prosinci 2023 pro média uvedla: "Po pečlivém zvážení, včetně zvážení situace v Hongkongu, mé vlastní bezpečnosti, mého fyzického a duševního zdraví, jsem se rozhodla, že se nevrátím, a pravděpodobně se nevrátím do konce života."

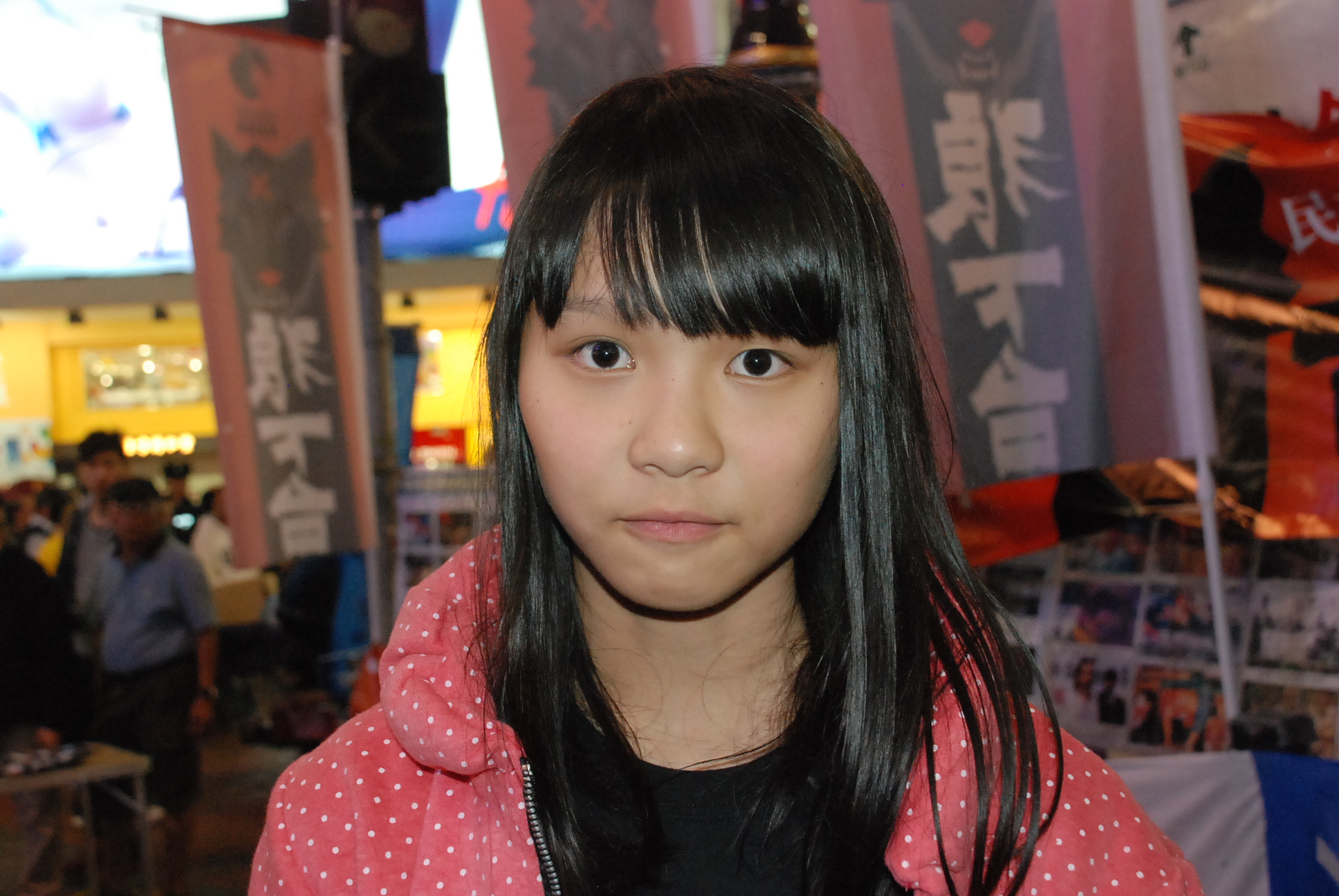
Agnes Chow v 16 letech jako členka iniciativy Scholarism, 2012
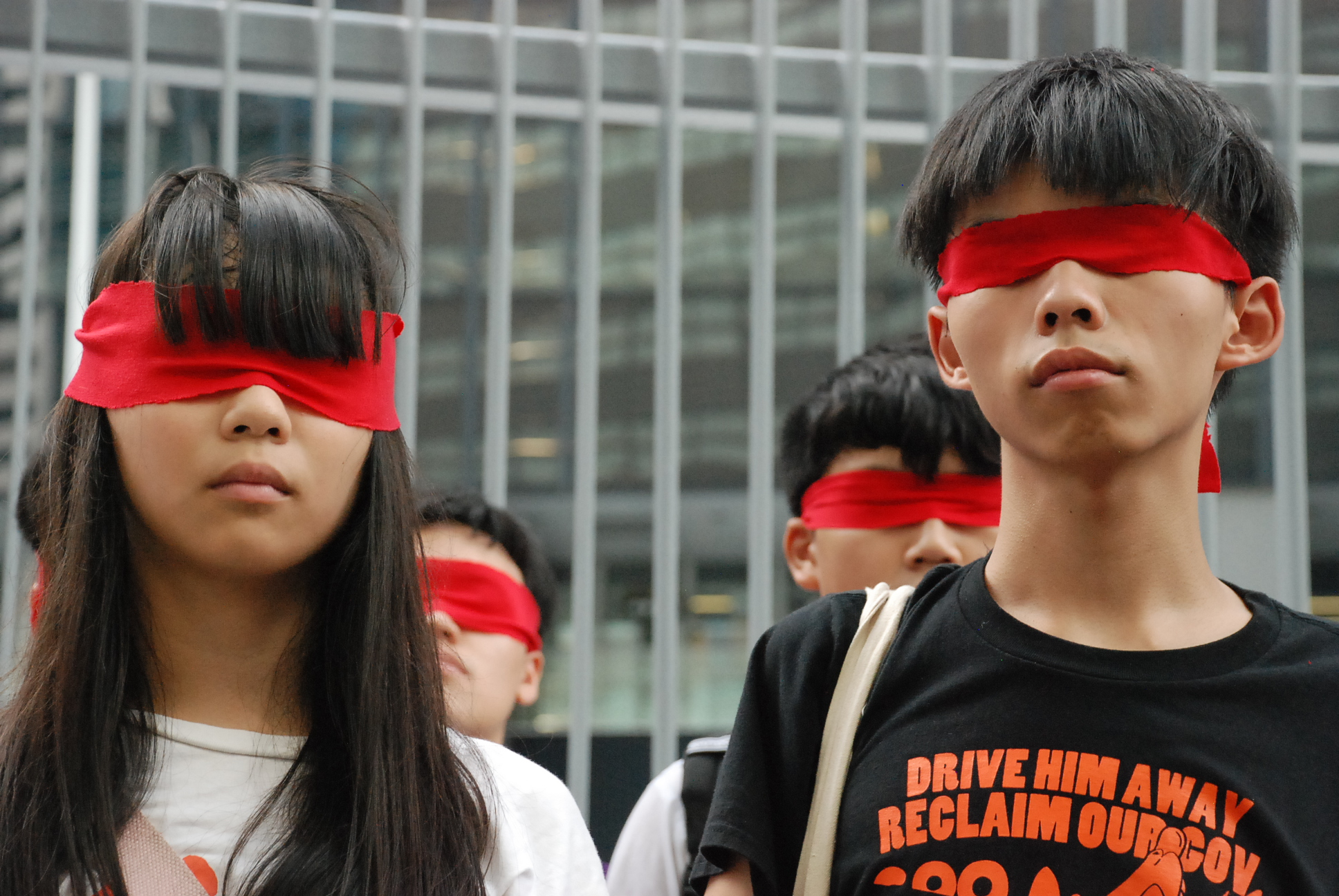
Agnes Chow a Joshua Wong na demonstraci 23.9.2014
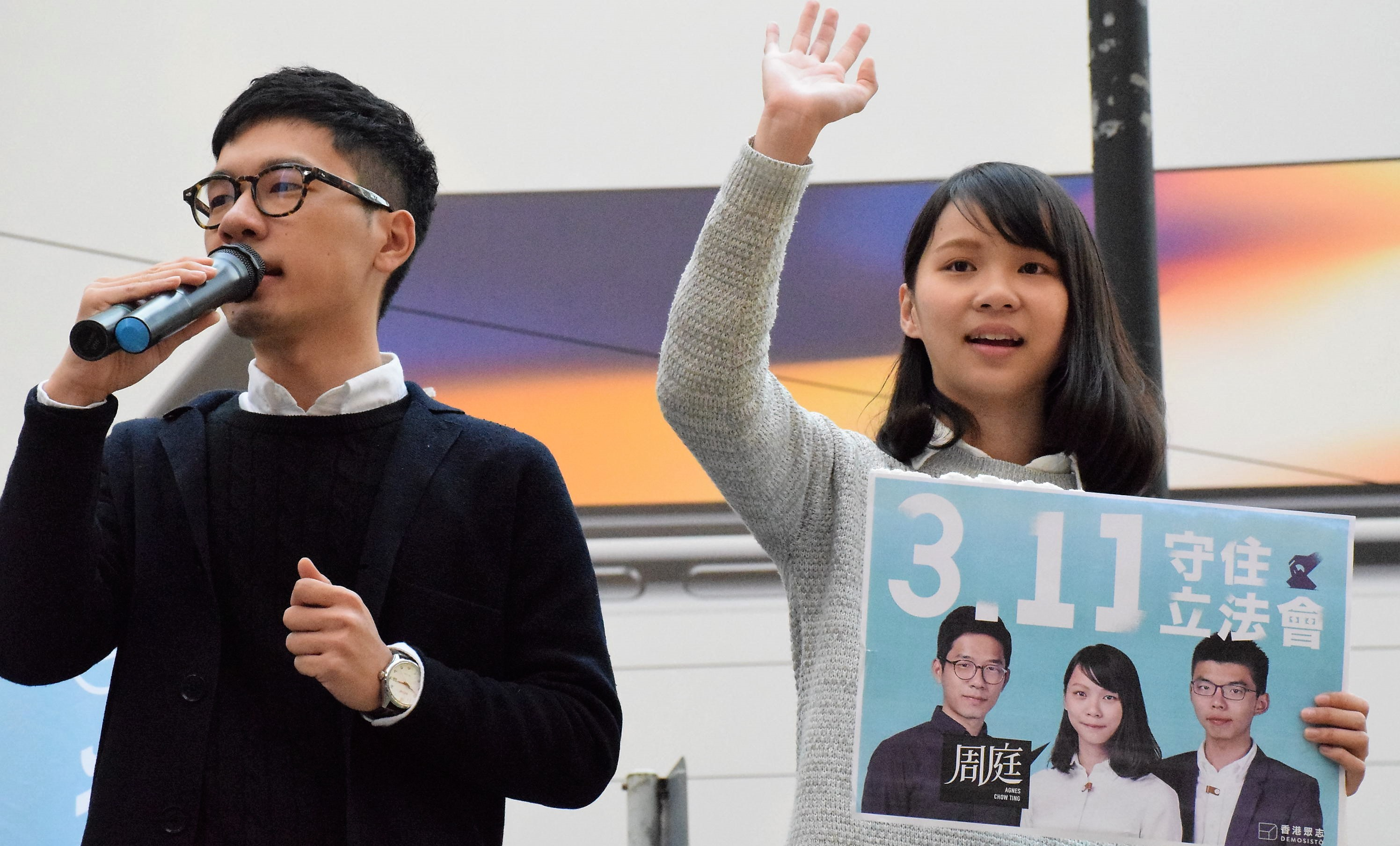
Agnes Chow a Nathan Law, volební kampaň 2018
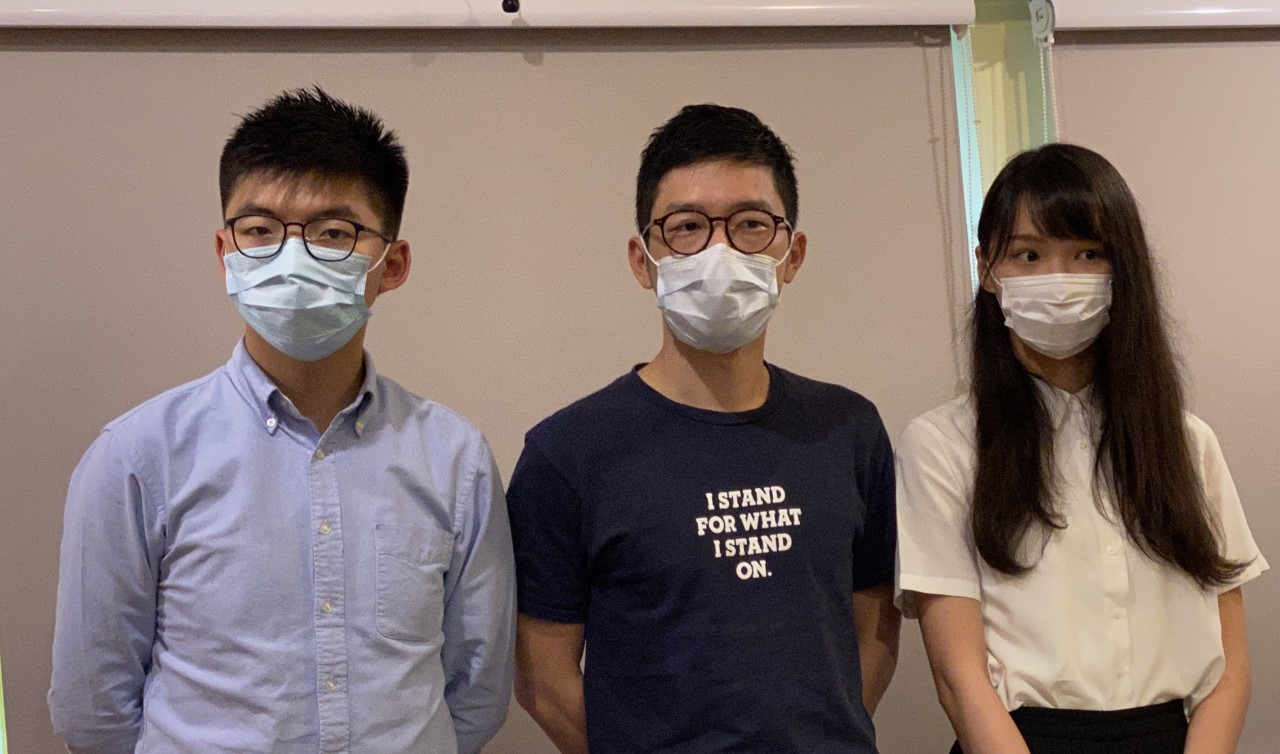
Joshua Wong, Nathan Law, Agnes Chow, zatčeni a odsouzeni roku 2020
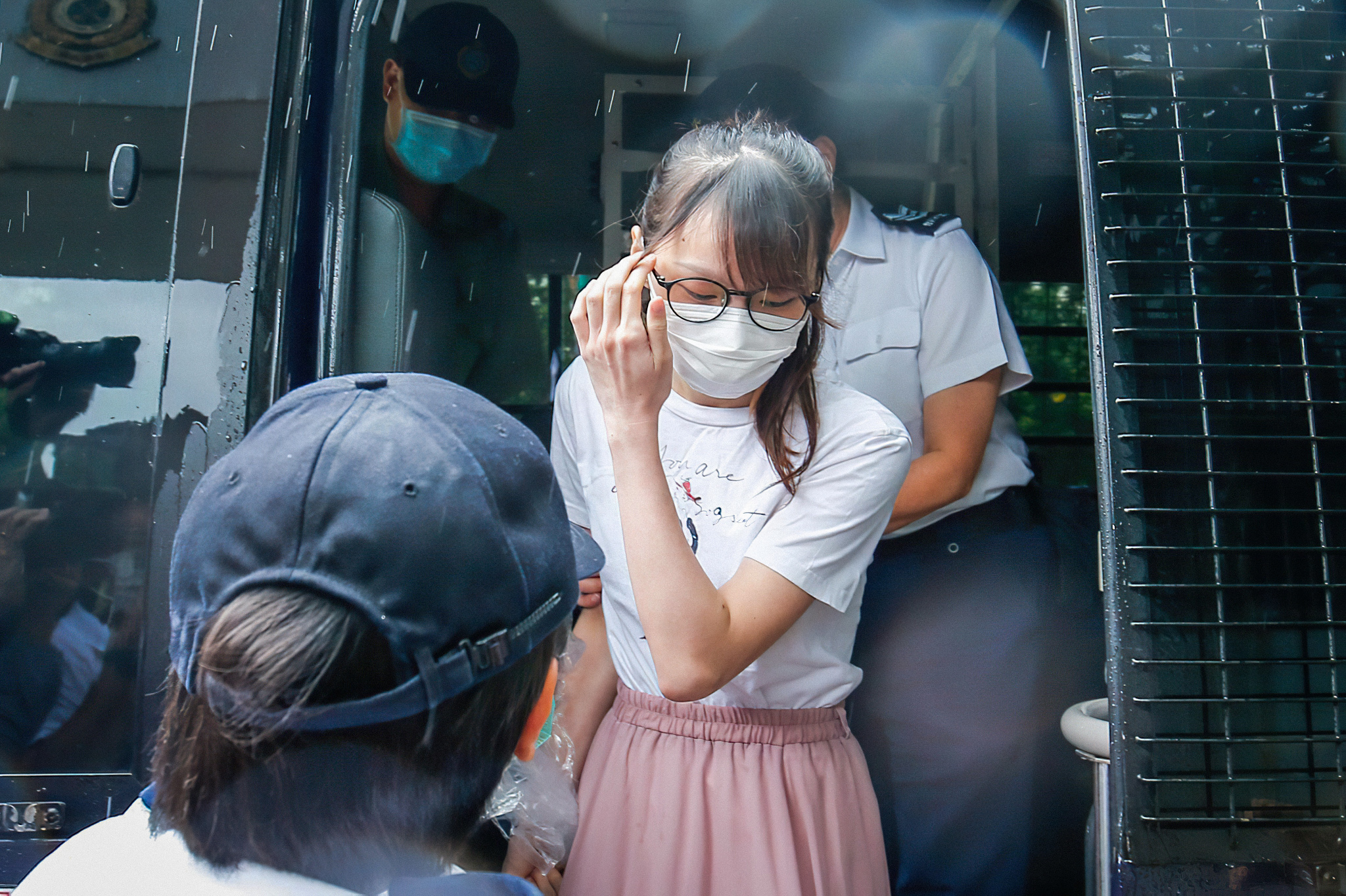
Agnes Chow po propuštění z vězení, 12.6.2021